# Astathes levis
Astathes levis är en skalbaggsart som beskrevs av Newman 1842. Astathes levis ingår i släktet Astathes och familjen långhorningar.
Artens utbredningsområde är Filippinerna. Inga underarter finns listade.